# Zo d'Axa
Alphonse Gallaud de la Pérouse, meglio conosciuto come Zo d'Axa (Parigi, 28 maggio 1864 – Marsiglia, 30 agosto 1930), è stato un avventuriero, giornalista e anti-militarista francese, fondatore di due leggendarie riviste, L'EnDehors e La Feuille.
Discendente del noto navigatore francese La Pérouse, è stato uno dei più importanti anarchici francesi all'inizio del XX secolo.

## Biografia
D'Axa faceva parte della cavalleria, ma disertò spostandosi in Belgio e venne esiliato in Italia nel 1889. Secondo una leggenda popolare, d'Axa durante la sua permanenza in Italia era incerto tra diventare un anarchico o un religioso quando venne accusato (erroneamente, secondo il suo punto di vista) di offese nei confronti dell'Imperatrice di Germania Augusta Viktoria of Schleswig-Holstein e divenne un anarchico in seguito ai susseguenti procedimenti legali nei suoi confronti. Trascorse, poi, gli anni successivi rincorso di stato in stato dalla polizia, prima di fruire di un'amnistia generale e tornare in Francia.
Fondò la famosa rivista anarchica L'EnDehors nel Maggio del 1891 alla quale collaborarono Jean Grave, Louise Michel, Sébastien Faure, Octave Mirbeau, Tristan Bernard e Émile Verhaeren, sviluppando idee libertarie. D'Axa e L'EnDehors rapidamente divennero uno dei bersagli preferiti delle autorità, in particolare dopo le azioni di Ravachol e lo stesso d'Axa venne imprigionato nella Prigione Mazas. Dopo il suo rilascio, scrisse numerosi pamphlet ed incontrò Camille Pissarro e James Whistler a Londra. Venne nuovamente arrestato in Italia, e poi trasferito a Sainte Pelagie (Parigi) dove trascorse dieci anni prima della sua liberazione, avvenuta nel 1894. Visitò Messico, Canada e gli Stati Uniti dove incontrò la vedova di Gaetano Bresci (assassino del Re d'Italia Umberto I), prima di tornare a Marsiglia, dove si suicidò il 30 agosto 1930.

## Filosofia
Anarchico individualista ed esteta, d'Axa giustificò l'uso della violenza anarchica, vedendo la propaganda dei fatti come simile alle opere d'arte. D'Axa era un bohémien che lodava lo stile di vita anti-capitalista del bandito anarchico itinerante e precursore degli Illegalisti francesi. Non mancò di esprimere il proprio disprezzo per le masse e profondo odio per i loro governanti. Fu un importante interprete della filosofia anarco-individualista di Max Stirner, difensore di Alfred Dreyfus e fiero oppositore dell'istituto penitenziario e delle prigioni. D'Axa resta, senza dubbio, uno dei più influenti anarchici teorici del sentimento contro il lavoro.

## Pubblicazioni
- Da Mazas a Jerusalem (De Mazas à Jérusalem) (1895). Illustrato da Lucien Pissarro, Steinlen e Félix Vallotton.
- L'EnDehors (1891-1893)
- La Feuille (1897-1899)